# 興津豪乃
興津 豪乃（おきつ ひでのり、1975年5月22日 - ）は、千葉県出身の放送作家。男性。身長175cm、スリーサイズはB99 W82 H92である。血液型はA型、星座は双子座である。
鮫肌文殊に憧れて放送作家を志し、大学在学中に日本テレビエンタープライズ（現日テレ学院）の放送作家セミナーに通い、放送作家事務所オズマに入所。TBSテレビの藤井健太郎プロデューサーが演出を担当する番組のほとんどで構成に関わっている。

## 担当番組

### 現在
- ロンドンハーツ
- チェンジ3
- 水曜日のダウンタウン
- 激レアさんを連れてきた。
- 林先生が驚く初耳学!
- 関ジャム 完全燃SHOW
- 家、ついて行ってイイですか?
- ベスコングルメ
- ぽかぽか

### 過去
- いきなり!黄金伝説。
- たけしの誰でもピカソ
- 愛のエプロン
- バニラ気分!まごまご嵐
- ラブ☆ちぇん
- 堂本剛の正直しんどい
- 笑っていいとも!
- リンカーン
- アイドリング!!!（フジテレビ721・739）
- アイドリング!!!日記
- 有吉弘行のダレトク!?
- SmaSTATION!!
- 美味紳助
- 女神のハテナ
- 水10!オリキュン
- ココリコミリオン家族
- トリビアの泉スペシャル
- 人生のパイセンTV
- クイズ☆スター名鑑
- バナナ炎
- これって私だけ?
- 志村&所の戦うお正月

等を担当していた。